# Huoyan Shan
Huoyan Shan (chinesisch 火焰山 ‚Flammender Berg‘) ist ein Berg im ostantarktischen Prinzessin-Elisabeth-Land. In den Grove Mountains ragt er östlich der Bode-Nunatakker und rund 376 km südlich der chinesischen Zhongshan-Station auf.
Chinesische Wissenschaftler benannten ihn im Zuge von satellitengeodätischer Vermessungen und Kartierungen im Jahr 1996.